# A Liv és Maddie epizódjainak listája
A Liv és Maddie amerikai szituációs komédia, melyet az It's a Laugh Productions készített a Disney Channel számára. A sorozat bemutatója 2013. július 19-én volt.

## Évados áttekintés
| Évad | Évad | Epizódok | Eredeti sugárzás     | Eredeti sugárzás    | Magyar sugárzás   | Magyar sugárzás    |
| Évad | Évad | Epizódok | Évadpremier          | Évadfinálé          | Évadpremier       | Évadfinálé         |
| ---- | ---- | -------- | -------------------- | ------------------- | ----------------- | ------------------ |
|      | 1    | 21       | 2013. július 19.     | 2014. július 27.    | 2013. december 7. | 2014. október 27.  |
|      | 2    | 24       | 2014. szeptember 21. | 2015. augusztus 23. | 2015. február 7.  | 2016. február 6.   |
|      | 3    | 20       | 2015. szeptember 13. | 2016. június 19.    | 2016. január 2.   | 2016. december 10. |
|      | 4    | 15       | 2016. szeptember 23. | 2017. március 24.   | 2017. január 8.   | 2017. december 7.  |

## Epizódok

### 1. évad
| #   | #   | Eredeti cím             | Magyar cím             | Rendezte     | Írta                                                | Eredeti premier      | Magyar premier      |
| --- | --- | ----------------------- | ---------------------- | ------------ | --------------------------------------------------- | -------------------- | ------------------- |
| 1.  | 1.  | Twin-a-Rooney           | A Rooney ikrek         | Andy Fickman | John D. Beck & Ron Hart                             | 2013. július 19.     | 2013. december 7.   |
| 2.  | 2.  | Team-a-Rooney           | Az új csapatmez        | Andy Fickman | John D. Beck & Ron Hart                             | 2013. szeptember 15. | 2014. január 25.    |
| 3.  | 3.  | Sleep-a-Rooney          | Pizsamaparti           | Andy Fickman | John Peaslee                                        | 2013. szeptember 22. | 2014. február 15.   |
| 4.  | 4.  | Steal-a-Rooney          | Barátkozzunk           | Andy Fickman | John D. Beck & Ron Hart                             | 2013. szeptember 29. | 2014. február 1.    |
| 5.  | 5.  | Kang-a-Rooney           | Joey becsajozik        | Andy Fickman | David Monahan                                       | 2013. október 6.     | 2014. február 8.    |
| 6.  | 6.  | Skate-a-Rooney          | A gördeszka verseny    | Andy Fickman | John D. Beck & Ron Hart                             | 2013. október 13.    | 2014. február 22.   |
| 7.  | 7.  | Dodge-a-Rooney          | Riválisok              | Andy Fickman | Heather MacGillvray & Linda Mathious                | 2013. november 3.    | 2014. március 8.    |
| 8.  | 8.  | Brain-a-Rooney          | Agyas hármas           | Andy Fickman | Linda Mathious & Heather MacGillvray                | 2013. november 10.   | 2014. március 15.   |
| 9.  | 9.  | Sweet 16-a-Rooney       | A 16. szülinap         | Andy Fickman | Sylvia Green                                        | 2013. november 24.   | 2014. április 27.   |
| 10. | 10. | Fa-La-La-a-Rooney       | Csilli-villi karácsony | Andy Fickman | Sylvia Green                                        | 2013. december 1.    | 2014. június 30.    |
| 11. | 11. | Switch-a-Rooney         | Helycsere              | Andy Fickman | Danielle Hoover & David Monohan                     | 2014. január 17.     | 2014. május 24.     |
| 12. | 12. | Dump-a-Rooney           | Kosár bukta            | Andy Fickman | John D. Beck & Ron Hart                             | 2014. január 26.     | 2014. június 7.     |
| 13. | 13. | Move-a-Rooney           | Költözik a család      | Andy Fickman | Ernie Bustamante                                    | 2014. február 9.     | 2014. június 14.    |
| 14. | 14. | Slump-a-Rooney          | Willow titkos imádója  | Andy Fickman | John Peaslee                                        | 2014. március 9.     | 2014. június 28.    |
| 15. | 15. | Moms-a-Rooney           | A másik Rooney anyu    | Andy Fickman | Jenny Keene                                         | 2014. március 16.    | 2014. július 19.    |
| 16. | 16. | Shoe-a-Rooney           | Cipőfüggőség           | Andy Fickman | William Luke Schreiber                              | 2014. április 6.     | 2014. augusztus 11. |
| 17. | 17. | Howl-a-Rooney           | A Rooney-vonyitás      | Andy Fickman | Sylvia Green & David Monahan                        | 2014. április 13.    | 2014. július 26.    |
| 18. | 18. | Flashback-a-Rooney      | Emlékek a múltból      | Andy Fickman | Sylvia Green                                        | 2014. május 4.       | 2014. augusztus 12. |
| 19. | 19. | BFF-a-Rooney            | A hollywoodi LB        | Andy Fickman | Kali Rocha & Johnathan McClain                      | 2014. június 22.     | 2014. augusztus 13. |
| 20. | 20. | Song-a-Rooney           | Liv új dala            | Andy Fickman | Linda Mathious & Heather MacGillvray & Sylvia Green | 2014. június 29.     | 2014. augusztus 14. |
| 21. | 21. | Space-Werewolf-a-Rooney | A forgatás             | Andy Fickman | John D. Beck & Ron Hart                             | 2014. július 27.     | 2014. október 27.   |

### 2. évad
| #   | #   | Eredeti cím             | Magyar cím          | Rendezte           | Írta                                 | Eredeti premier      | Magyar premier       |
| --- | --- | ----------------------- | ------------------- | ------------------ | ------------------------------------ | -------------------- | -------------------- |
| 22. | 1.  | Premiere-a-Rooney       | A premier           | Shelley Jensen     | John D. Beck & Ron Hart              | 2014. szeptember 21. | 2015. február 7.     |
| 23. | 2.  | Pottery-a-Rooney        | Maddie, a fazekas   | Shelley Jensen     | John Peaslee                         | 2014. szeptember 28. | 2015. február 14.    |
| 24. | 3.  | Helgaween-a-Rooney      | Helgaween           | Rich Correll       | John D. Beck & Ron Hart              | 2014. október 5.     | 2015. február 21.    |
| 25. | 4.  | Kathy Kan-a-Rooney      | Kathy Kan           | Linda Mendoza      | Danielle Hoover & David Monahan      | 2014. október 12.    | 2015. február 28.    |
| 26. | 5.  | Match-a-Rooney          | Liv, a szívkirálynő | Rich Correll       | David Tolentino                      | 2014. november 2.    | 2015. március 7.     |
| 27. | 6.  | Hoops-a-Rooney          | A kosaras film      | Rich Correll       | Sylvia Green                         | 2014. november 23.   | 2015. július 4.      |
| 28. | 7.  | New Year's Eve-a-Rooney | Különös Szilveszter | Victor Gonzalez    | John Peaslee                         | 2014. december 7.    | 2015. június 13.     |
| 29. | 8.  | Bro-Cave-a-Rooney       | A bratyóbarlang     | Adam Weissman      | John D. Beck & Ron Hart              | 2015. január 18.     | 2015. június 20.     |
| 30. | 9.  | Upcycle-a-Rooney        | A kabalabigyók      | Chris Poulos       | Linda Mathious & Heather MacGillvray | 2015. január 25.     | 2015. június 27.     |
| 31. | 10. | Rate-a-Rooney           | A pontozás          | Adam Weissman      | Jennifer Keene                       | 2015. február 8.     | 2015. június 6.      |
| 32. | 11. | Detention-a-Rooney      | A büntetőosztag     | Jody Margolin Hahn | John Peaslee                         | 2015. február 15.    | 2015. július 11.     |
| 33. | 12. | Muffler-a-Rooney        | A tolvaj            | Victor Gonzalez    | Sylvia Green                         | 2015. március 1.     | 2015. július 18.     |
| 34. | 13. | Gift-a-Rooney           | A taliforduló       | Adam Weissman      | Kriss Turner Tower                   | 2015. március 8.     | 2015. július 25.     |
| 35. | 14. | Neighbors-a-Rooney      | Az undok szomszéd   | Johnathan McClain  | Kali Rocha                           | 2015. március 26.    | 2016. január 3.      |
| 36. | 15. | Repeat-a-Rooney         | Vissza a hatodikba! | Benjamin King      | Marc C. Secada                       | 2015. április 9.     | 2015. december 27.   |
| 37. | 16. | Cook-a-Rooney           | A szakács verseny   | Andy Fickman       | Danielle Hoover & David Monahan      | 2015. április 12.    | 2015. december 26.   |
| 38. | 17. | Prom-a-Rooney           | A sulibál           | Shannon Flynn      | Heather MacGillvray & Linda Mathious | 2015. április 19.    | 2015. szeptember 19. |
| 39. | 18. | Flugelball-a-Rooney     | Flűgelball          | Adam Weissman      | David Talentino                      | 2015. május 3.       | 2016. január 16.     |
| 40. | 19. | Brand-a-Rooney          | Bandák csatája      | Jody Margolin Hahn | Danielle Hoover & David Monahan      | 2015. június 14.     | 2016. január 9.      |
| 41. | 20. | Video-a-Rooney          | A videó             | Andy Fickman       | David Tolentino                      | 2015. június 21.     | 2016. január 17.     |
| 42. | 21. | Triangle-a-Rooney       | Szerelmi háromszög  | Andy Fickman       | Eric Abrams                          | 2015. július 19.     | 2016. január 10.     |
| 43. | 22. | Frame-a-Rooney          | A bűntény           | Jody Margolin Hahn | William Luke Schreiber               | 2015. július 26.     | 2016. január 23.     |
| 44. | 23. | SPARF-a-Rooney          | A SPARF             | Andy Fickman       | Danielle Hoover & David Monahan      | 2015. augusztus 16.  | 2016. február 6.     |
| 45. | 24. | Champ-a-Rooney          | A bajnok            | Andy Fickman       | John D Beck & Ron Hart               | 2015. augusztus 23.  | 2016. január 24.     |

### 3. évad
| #   | #   | Eredeti cím             | Magyar cím              | Rendezte              | Írta                                 | Eredeti premier      | Magyar premier     |
| --- | --- | ----------------------- | ----------------------- | --------------------- | ------------------------------------ | -------------------- | ------------------ |
| 46. | 1.  | Continued-a-Rooney      | Folyt. köv.             | Andy Fickman          | John Peaslee                         | 2015. szeptember 13. | 2016. február 13.  |
| 47. | 2.  | Voltage-a-Rooney        | Feszültség              | Andy Fickman          | John D. Beck & Ron Hart              | 2015. szeptember 13. | 2016. február 20.  |
| 48. | 3.  | Co-Star-a-Rooney        | A válogatás             | Adam Weissman         | Linda Mathious & Heather MacGillvray | 2015. szeptember 20. | 2016. február 27.  |
| 49. | 4.  | Haunt-a-Rooney          | Maddie megrémül         | Adam Weissman         | Danielle Hoover & David Monahan      | 2015. október 4.     | 2016. október 31.  |
| 50. | 5.  | Cowbell-a-Rooney        | A Kolomp-hét            | Adam Weissman         | David Tolentino                      | 2015. október 18.    | 2016. március 5.   |
| 51. | 6.  | Grandma-a-Rooney        | A kamu nagyi            | Kevin C. Sullivan     | Sylvia Green                         | 2015. október 25.    | 2016. január 2.    |
| 52. | 7.  | Meatball-a-Rooney       | Záporozó húsgombócok    | Kevin C. Sullivan     | John Peaslee                         | 2015. november 8.    | 2016. március 12.  |
| 53. | 8.  | Ask-Her-More-a-Rooney   | Tanulj meg kérdezni!    | Jody Margolin Hahn    | Sylvia Green                         | 2015. november 22.   | 2016. március 19.  |
| 54. | 9.  | Joy-to-a-Rooney         | Karácsonyoló            | Jody Margolin Hahn    | William Luke Schreiber               | 2015. december 6.    | 2016. december 9.  |
| 55. | 10. | Ridgewood-a-Rooney      | Az új diák              | Jody Margolin Hahn    | Sylvia Green                         | 2016. január 17.     | 2016. április 2.   |
| 56. | 11. | Coach-a-Rooney          | Az új edző              | Leonard R. Garner Jr. | Jennifer Keene                       | 2016. január 24.     | 2016. április 9.   |
| 57. | 12. | Secret-Admirer-a-Rooney | A titkos imádó          | Chris Poulos          | Linda Mathious & Heather MacGillvray | 2016. február 21.    | 2016. április 16.  |
| 58. | 13. | Vive-la-Rooney          | Beszéljünk franciául!   | Dave Cove             | Kali Rocha & Johnathan McClain       | 2016. március 13.    | 2016. április 23.  |
| 59. | 14. | Dream-a-Rooney          | Álom újratöltve         | Adam Weissman         | David Tolentino                      | 2016. március 20.    | 2016. április 30.  |
| 60. | 15. | Home Run-a-Rooney       | Hazafutás               | Leonard R. Garner Jr. | Freddie Gutierrez                    | 2016. április 10.    | 2016. november 5.  |
| 61. | 16. | Scoop-a-Rooney          | Vetélkedők              | Wendy Faraone         | Danielle Hoover & David Monahan      | 2016. április 24.    | 2016. november 12. |
| 62. | 17. | Choose-a-Rooney         | A nagy döntés           | Leonard R. Garner Jr. | Betsy Sullenger                      | 2016. május 8.       | 2016. november 19. |
| 63. | 18. | Friend-a-Rooney         | Mágikus Rooney barátság | Leonard R. Garner Jr. | Linda Mathious & Heather MacGillvray | 2016. május 22.      | 2016. november 26. |
| 64. | 19. | Skyvolt-a-Rooney        | Nagy döntések           | Adam Weissman         | Sylvia Green & David Tolentino       | 2016. június 5.      | 2016. december 3.  |
| 65. | 20. | Californi-a-Rooney      | Reszkess, Kalifornia!   | Adam Weissman         | John D. Beck & Ron Hart              | 2016. június 19.     | 2016. december 10. |

### 4. évad: Cali stílus
| #   | #   | Eredeti cím               | Magyar cím           | Rendezte              | Írta                                  | Eredeti premier      | Magyar premier      |
| --- | --- | ------------------------- | -------------------- | --------------------- | ------------------------------------- | -------------------- | ------------------- |
| 66. | 1.  | Sorta Sisters-a-Rooney    | Tesó-félék           | Andy Fickman          | John D. Beck & Ron Hart               | 2016. szeptember 23. | 2017. január 8.     |
| 67. | 2.  | Linda & Heather-a-Rooney  | Linda és Heather     | Adam Weissman         | Linda Matthious & Heather MacGillvray | 2016. szeptember 30. | 2017. január 15.    |
| 68. | 3.  | Scare-a-Rooney            | Rémisztő             | Wendy Faraone         | David Tolentino                       | 2016. október 14.    | 2017. október 31.   |
| 69. | 4.  | Sing It Louder!!-a-Rooney | Dalolj még!          | Adam Weissman         | John Peaslee                          | 2016. november 18.   | 2017. január 22.    |
| 70. | 5.  | Slumber Party-a-Rooney    | A pizsiparti         | Kevin C. Sullivan     | Danielle Hoover & David Monahan       | 2016. november 25.   | 2017. január 29.    |
| 71. | 6.  | Cali Christmas-a-Rooney   | Joey, a grincs       | Andy Fickman          | Sylvia Green                          | 2016. december 2.    | 2017. december 7.   |
| 72. | 7.  | Standup-a-Rooney          | Joey, a dumakirály   | Chris Poulos          | Betsy Sullenger                       | 2017. január 6.      | 2017. április 22.   |
| 73. | 8.  | Roll Model-a-Rooney       | A lányok is vagányok | Leonard R. Garner Jr. | Jenny Keene                           | 2017. január 13.     | 2017. április 29.   |
| 74. | 9.  | Falcon-a-Rooney           | A Sólyom             | Leonard R. Garner Jr. | William Luke Schreiber                | 2017. január 20.     | 2017. május 6.      |
| 75. | 10. | Ex-a-Rooney               | Haverom, az exem     | Dave Cove             | Linda Mathious & Heather MacGillvray  | 2017. január 27.     | 2017. május 13.     |
| 76. | 11. | Tiny House-a-Rooney       | Építkezzünk!         | John D. Beck          | Kali Rocha & Jonathan McClain         | 2017. február 17.    | 2017. május 20.     |
| 77. | 12. | Big Break-a-Rooney        | Parker kísérlete     | Wendy Farone          | Sonja Warfield                        | 2017. február 24.    | 2017. május 27.     |
| 78. | 13. | Sing It Live!!!-a-Rooney  |                      | Paul Hoen             | John Peaslee                          | 2017. március 3.     |                     |
| 79. | 14. | Voice-a-Rooney            | Hangoló              | Andy Fickman          | Ron Hart                              | 2017. március 17.    | 2017. szeptember 2. |
| 80. | 15. | End-a-Rooney              | Itt a vége!          | Andy Fickman          | Danielle Hoover & David Monahan       | 2017. március 24.    | 2017. szeptember 9. |